# ミノア噴火

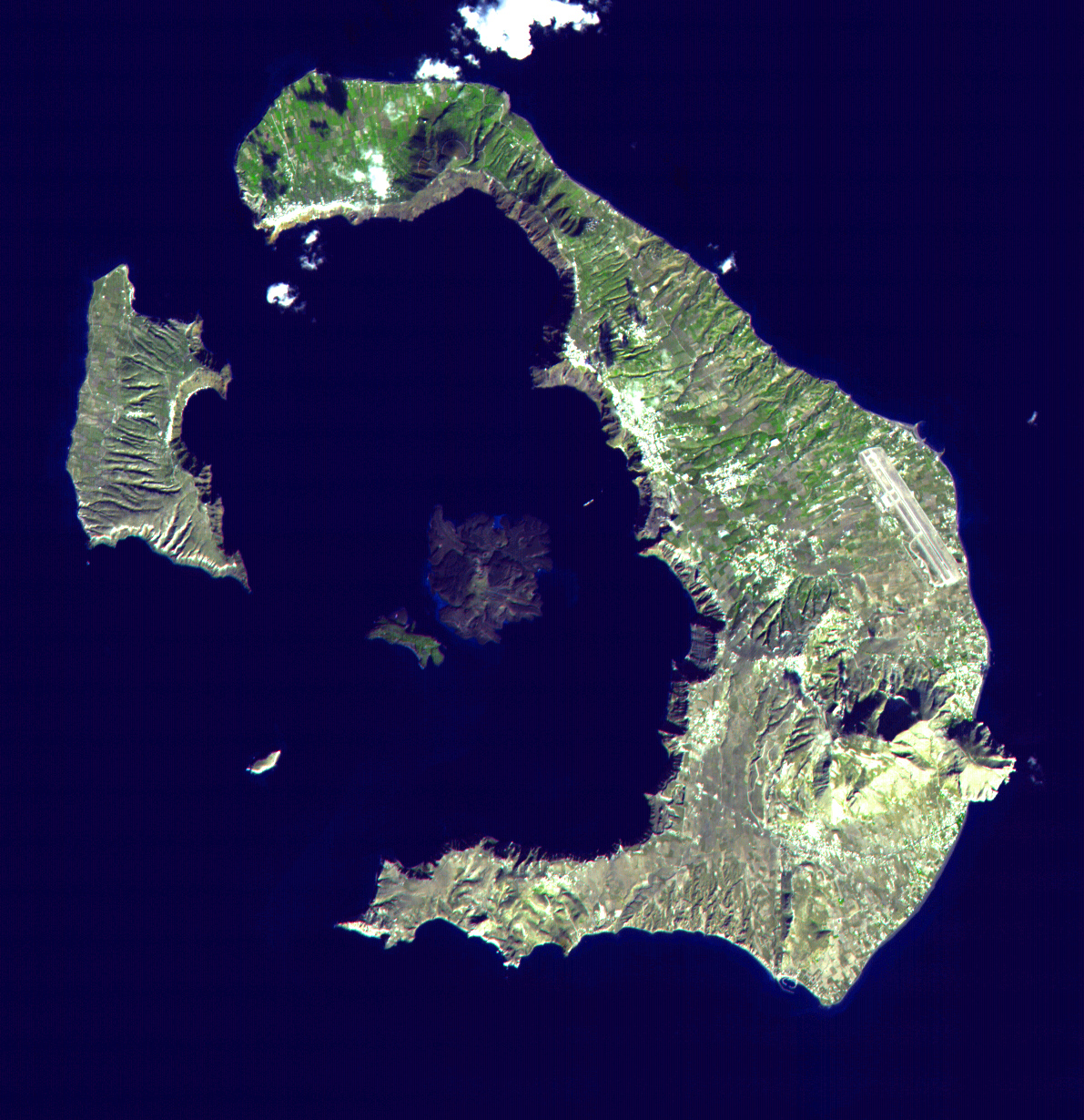
サントリーニ・カルデラ

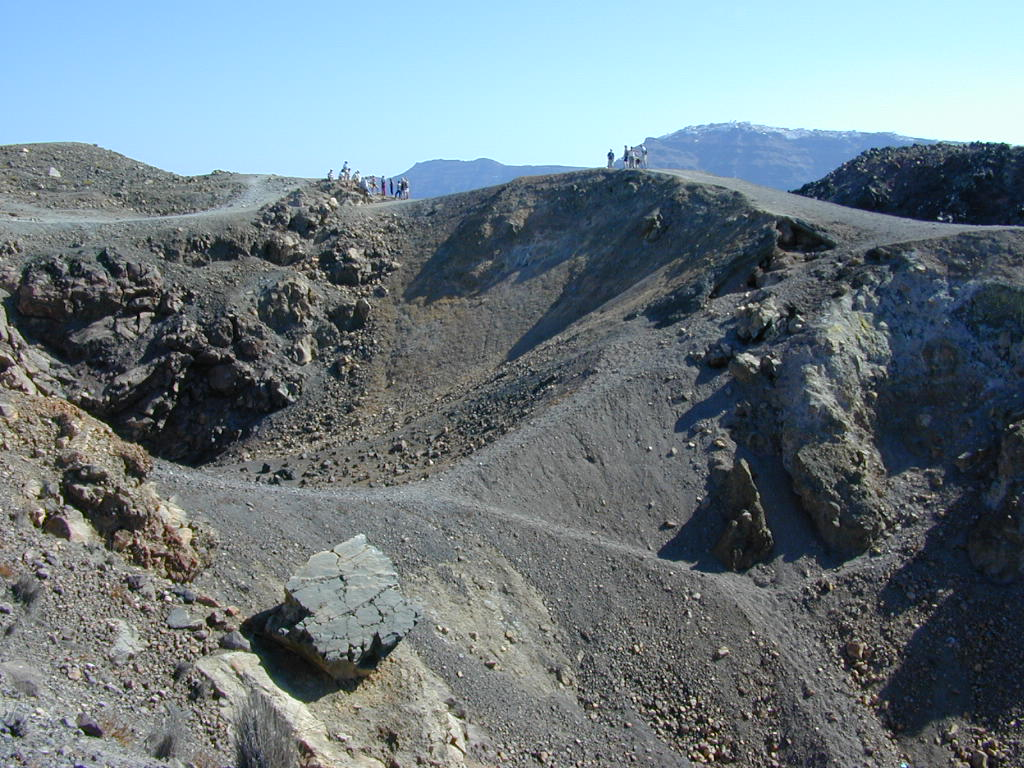
サントリーニ島の火山クレーター、2001年6月

ミノア噴火（Minoan eruption）は、紀元前1628年頃に、エーゲ海のサントリーニ・カルデラにおいて発生した、海底火山の爆発的噴火である。地中海で最大波高90mの大津波が発生したとの推定がある。アトランティス伝説や『旧約聖書』の「出エジプト記」（海が割れる奇跡の伝説）の元になったとの説もある。

## 概要
噴火の発生時期については、前後14年ほどのぶれがある。中央部の噴火、割れ目噴火、海中噴火、爆発的噴火、火砕流、水蒸気爆発、ラハール、津波、カルデラの崩壊、避難、犠牲者、大規模な物理的な損壊が発生。この噴火により、地中のマグマが噴き出してできた空洞状の陸地が陥没してカルデラを形成し、現在の三日月形のサントリーニ島が形成された。
噴火は、エーゲ海一帯に惨禍をもたらし（クラカタウ火山の100倍の規模で、高さ30メートルを超える大津波が発生して、周辺の島々を水没させた。）、プラトンの著作『ティマイオス』に端を発する、大西洋、すくなくとも「ヘラクレスの柱」（ジブラルタル海峡）の向こうにあるとし、洋上の理想郷・アトランティス伝説に大きな影響を与えたといわれているほか、当時サントリーニ島より更に南のクレタ島で繁栄していたミノア文明が大打撃を受け衰退の原因となったとする説がある。この爆発的噴火は、歴史に残る火山噴火の中でも最大規模であると言われている。